# السيدة الأولى للولايات المتحدة
السيدة الأولى للولايات المتحدة، هو اللقب غير الرسمي الذي يُمنح لزوجة رئيس الولايات المتحدة أثناء فترة ولايته. وعلى الرغم من عدم وجود تعريف دستوري أو قانوني رسمي لهذا المنصب، إلا أن السيدة الأولى تلعب دورًا مهمًا في الحياة السياسية والاجتماعية للبلاد.
في البداية، لم يكن هذا اللقب مستخدمًا بشكل شائع، وكانت تُعرف زوجة الرئيس ببساطة بـ"سيدة واشنطن" خلال فترة حياة الرئيس الأول. وتُعد مارثا واشنطن، زوجة الرئيس جورج واشنطن (1789–1797)، أول من حمل هذا اللقب بحكم الواقع. ومنذ ذلك الحين، شهد دور السيدة الأولى تطورًا كبيرًا، خاصة منذ القرن التاسع عشر، ليشمل أنشطة تتعلق بالحملات الانتخابية، وإدارة شؤون البيت الأبيض، ودعم المبادرات الاجتماعية، وتمثيل الرئيس في المناسبات الرسمية والمراسم الاحتفالية.
عادة ما تنشر السيدات الأوليات مذكراتهن، وهو ما يوفر نظرة ثرية على فترات رئاسة أزواجهن من وجهة نظر شخصية، كما أن الجمهور يُبدي اهتمامًا ملحوظًا بحياة هؤلاء السيدات، نظرًا لاستقلاليتهن وتأثيرهن الواسع. وقد لعبت العديد من السيدات الأوليات أدوارًا مؤثرة في مجالات متنوعة، بدءًا من الموضة ووصولًا إلى تشكيل الرأي العام حول السياسات.
وفي حالات نادرة، إذا لم يكن الرئيس متزوجًا أو كانت زوجته غير قادرة على أداء واجبات السيدة الأولى، يُكلف قريب أو صديق للعائلة بلعب هذا الدور كمضيف للبيت الأبيض.
السيدة الأولى الحالية هي ميلانيا ترامب. كما لا تزال أربع سيدات أوليات سابقات على قيد الحياة، وهن:
- جيل بايدن، زوجة الرئيس جو بايدن
- هيلاري كلينتون، زوجة الرئيس بيل كلينتون
- لورا بوش، زوجة الرئيس جورج دبليو بوش
- ميشيل أوباما، زوجة الرئيس باراك أوباما.

## نشأة اللقب
بدأ استخدام لقب السيدة الأولى لوصف الزوجة أو المضيفة في الولايات المتحدة. وفي الأيام الأولى للجمهورية، لم يكن هناك وصفٌ مقبول لزوجة الرئيس. وقد أعربت الكثير من السابقات عن كيفية تفضيلهم لها، بما في ذلك استخدام عناوين مثل: «سيدة» و«السيدة الرئيسة» و«سيدة الرئاسة»; وكان يشار إلى مارثا واشنطن بـ «سيدة واشنطن».
و طبقت أحد أقدم استخدامات مصطلح «السيدة الأولى» سنه 1838 في مقالٍ صحفيٍ ظهرت في سانت جوهانسبوري (VT) كالدونيان، للمؤلفة «السيدة سيغورني»، والذي شرح كيف أن السيدة مارثا لم تتغير حتى بعد أن أصبح زوجها جورج رئيساً، والذي كتب: «لا تزال السيدة الأولى تحافظ على عادات الحياة المبكرة. تغادر وسادتها عند الفجر وبدون أي كسل، وبعد وجبة الإفطار، تجلس في غرفتها لمدة ساعة كاملة لدراسة الكتب المقدسة بإخلاص».
قيل بأن دولي ماديسون كان يشار لها بـ «السيدة الأولى» في عام 1849 في جنازتها في خطاب تأبين ألقاه الرئيس زاكاري تايلور. ومع ذلك، فإنه لا يوجد أي سجلات مكتوبة تدل على وجود هذا التأبين، ولم يذكر بأن الصحف في وقتها أشارت لها بذلك اللقب. وبعد عام 1849، بدأ استخدام اللقب في العاصمة واشنطن والدوائر الحكومية. وأحد أقدم الأمثلة المكتوبة المعروفة كانت من يوميات وليام هوارد رسل في 3 نوفمبر سنة 1863، والذي أشار إلى الأقاويل بأن ماري تودد لينكون كانت تسمى بـ «السيدة الأولى في الأرض».
اكتسب هذا اللقب اعترافاً على مستوى الدول في عام 1877م، عندما أشارت الصحافية ماري جيم أميس إلى السيدة لوسي ويب هايز بـ“السيدة الأولى في الأرض" في إعلان تنصيب الرئيس ذرفورد هايز. وساعدت التقارير المتكررة عن أنشطة لوسي هايس على نشر استخدام هذا اللقب خارج واشنطن. واشتهر اللقب أكثر بعد مسرحية كوميدية عن دالي ماديسون للكاتب المسرحي تشارلز نادلنقر عام 1911 م تحت عنوان السيدة الأولى في الأرض. وأصبح استخدام اللقب واسع النطاق في الثلاثينيات. وانتشر استخدامه لاحقاً من الولايات المتحدة إلى دول أخرى.
عندما أصبحت السيدة اديث ولسون مسؤولة عن جدول أعمال زوجها في عام 1919 م بعد إصابته بجلطة موهنة، وصنفها أحد السيناتور الجمهوريون بالرئيسة التي أوفت بأحلام المطالبات بحق التصويت للمرأة عن طريق تغيير اللقب من السيدة الأولى إلى تصرف أول رجل. ويشار في بعض الأحيان لزوجة نائب الرئيس للأمم المتحدة بالسيدة الثانية للأمم المتحدة، ولكن هذا اللقب أقل شيوعاً.

### دور غير الزوجات
خدمت العديد من النساء اللاتي لم يكن زوجات رؤساء كسيدات أوليات، مثل عندما يكون الرئيس أعزب أو أرمل، أو عندما تكون زوجة الرئيس غير قادرة على القيام بمهام السيدة الأولى بنفسها. في هذه الحالة، تشغل المنصب أحد الأقارب الإناث أو أصدقاء الرئيس مثل السيدة مارثا جفرسون ريندولف أثناء رئاسة جفرسون، والسيدة إيميلي دانيلسون والسيدة سارا يورك جاكسون أثناء رئاسة جاكسون، والسيدة ماري اليزيبث (تايلور) بليس أثناء رئاسة تايلور، والسيدة ماري هارسون ماكي أثناء رئاسة بانجيمين هارسون بعد وفاة والدتها، هاريت لاين أثناء رئاسة بوتشانين، وروسي كليفلند قبيل زواج كليفلين.

## دور
أن دور السيدة الأولى ليس منصباً للترشيح ولا تقوم فقط بالواجبات رسمية. ومع ذلك، حملن السيدات الأوليات على مناصب مرئية عالية في المجتمع الأمريكي. وتطور دور السيدة الأولى على مر القرون. فهي أولاً وقبل كل شيء، مضيفة البيت الأبيض. وهي تنظم وتحضر الاحتفالات الرسمية ومهام الدولة مع الرئيس أو عوضاً عنه. حددت السيدة ليزا بورنز أربعة مواضيع رئيسية متتالية للسيادة الأولى: كامرأة عامة (1900-1977م) كسياسية مشهورة (1989-2001م) كناشطة سياسية (1964ـ1977م) وكدخيلة سياسية (1980-2001م).
أنشأت السيدة مارثا واشنطن الدور واستضافت الكثير من شؤون الدولة في العاصمة القومية (نيويورك وفاليدافيا). وأصبحت تُعرف هذه التنشئة الاجتماعية بـ “المحكمة الجمهورية" وأتاحت لنخبة النساء فرصة للعب دور سياسي خلف الكواليس. عمل كلاً من مارثا واشنطن وإبيجيل آداخر كما لو كانتا من المحكمة الملكية البريطانية.
أشاعت السيدة دولي ماديسون لقب أول سيادة من خلال المشاركة في جهود لمساعدة اليتامى والنساء، بارتداء ملابس أنيقة وجذب أغلفة الصحف، وبالمخاطرة بحياتها لإنقاذ الكنوز المبدعة خلال حرب 1812. وضعت السيدة ماديسون المعايير للسيادة وكانت أعمالها قدوةً لكل سيدة أولى تقريباً حتى أتت السيدة إلينور روزفيلت في الثلاثينات. فقد سافرت كثيرا وتحدثت مع الكثير من المجموعات، غالباً للاستماع للآراء الشخصية بجانب الرئيس. وكانت تُألف مقالات في جريدة أسبوعية وتستضيف برنامج إذاعي. وبذلت السيدة جاكولين كيندي جهدا لإعادة تصميم وتجديد البيت الأبيض.
أصبحن الكثير من السيدات الأوليات رمزاً مهماً في الموضة. وتمارس بعضهن عدداً من التأثيرات السياسية لكونها مستشارة مهمه للرئيس.
وأصبح أمراً شائعاً لسيدات الأوليات على مر القرن العشرون لاختيار حالات معينة للنهوض، وغالباً لا يكون لديهن خلافات سياسية. وإنه لأمراً شائعاً للسيدات الأوليات بأن تعيين موظفين لدعم هذه الأنشطة. وقد أيدت السيدة لايدي بيرد جوهانسون حماية البيئة وعمليات التحسين.
وشجعت السيدة بات نيكسون العمل التطوعي وسافرت للخارج كثيراً; وأيدت السيدة بيتي فورد حقوق المرأة، وساعدت السيدة روسالين كارتر أولئك المصابين بإعاقة عقلية، وأسست السيدة نانسي ريجون حملة توعية «فقط قل لا» للمخدرات. وعززت السيدة باربرا بوش محو الأمية، وسعت السيدة هيلاري كلينتون في إصلاح نظام الرعاية الصحية في الولايات الأمريكية، ودعمت السيدة لورا بوش مجموعات حقوق المرأة وشجعت على تعليم القراءة والكتابة للأطفال. وعُرفت السيدة ميشيل أوباما بدعمها لعوائل العساكر ومعالجة بدانة الأطفال.
وعند قرب انتهاء رئاسة زوج هاليري كلينتون أصبحت أول سيدة أولى تدير مكتباً سياسياً. وخلال الحملة، أدارت ابنتها تشيلسي معظم دور أعمال السيدة الأولى. وبانتصار، خدمت كلينتون كعضو مجلس الشيوخ للولايات المتحدة في نيويورك من سنه 2011 م إلى 2009 م، واستقالت لتصبح وزيرة خارجية للرئيس أوباما. وكانت كلينتون المرشحة للحزب الديموقراطي في انتخابات عام 2016م.

## مكتب السيدة الأولى
أن مكتب السيدة الأولى مسؤول عن السيدة الأولى لتنفيذ مهامها كمضيفة للبيت الأبيض، وهي مسؤول أيضا عن كل الأحداث الاجتماعية والاحتفالية للبيت الأبيض. ولدى السيدة الأولى طاقمها الخاص، والمكون من رئيس الموظفين وسكرتير صحفي والسكرتير اجتماعي للبيت الأبيض ورئيس مصمم الزهور، وغيرهم.
ويعد مكتب السيدة الأولى كيان لمكتب البيت الابيض وفرع من فروع مكتب الرئيس التنفيذي. وعندما قررت السيدة الأولى هاليري كلينتون مواصلة عملها في كعضو في مجلس الشيوخ لولاية نيويورك، فإنها وضعت مهامها كسيدة أولى جانباً، وانتقلت إلى تشابوكوا في نيويورك بعد فوزها بحملتها الانتخابية لمجلس الشيوخ، وحافظت على عمليها كسيدة أولى وكعضو مجلس الشيوخ للأمم المتحدة للتداخلات السبعة عشر يوماً قبل انتهاء رئاسة بيل كلينتون.

## معرض صور

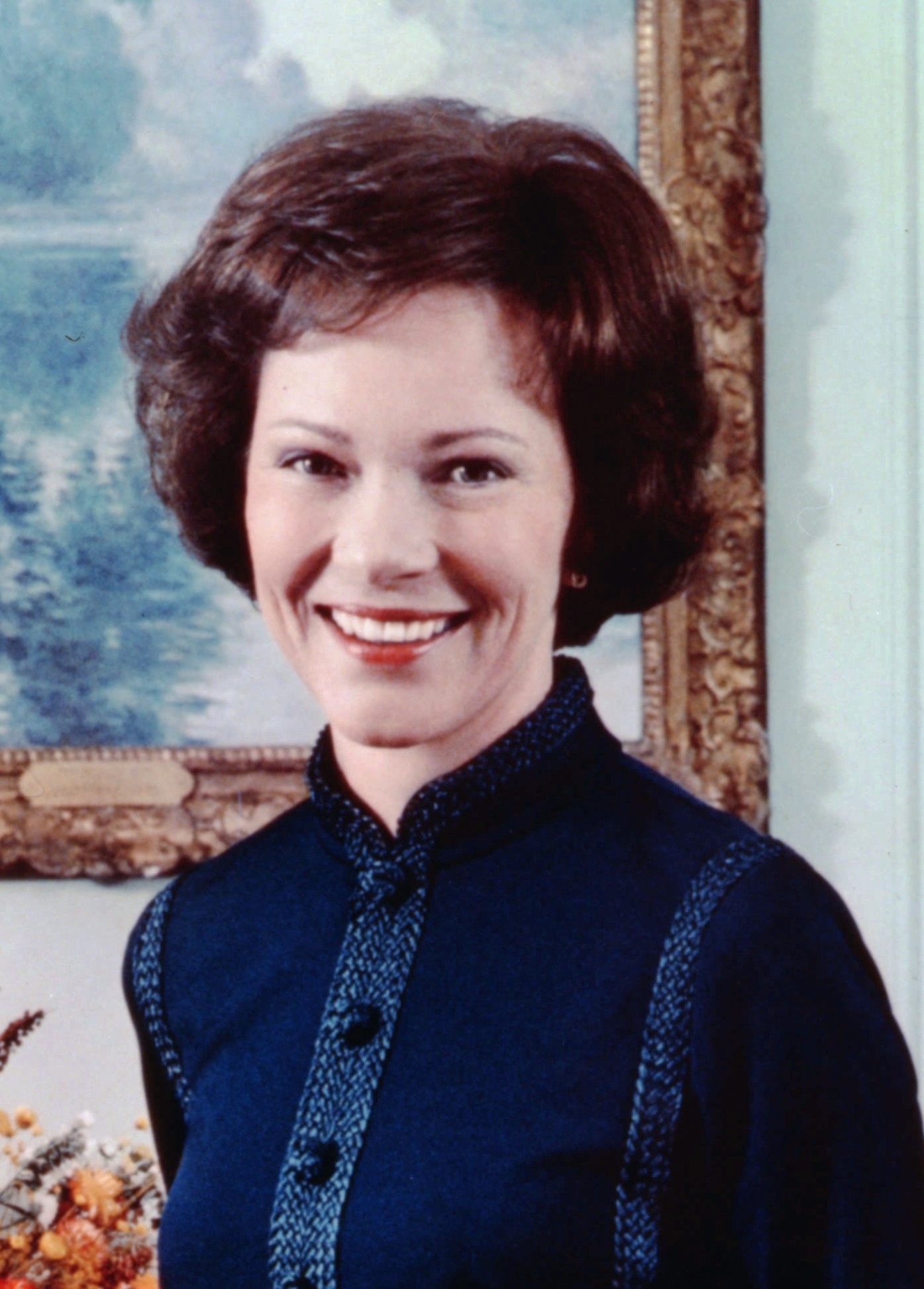
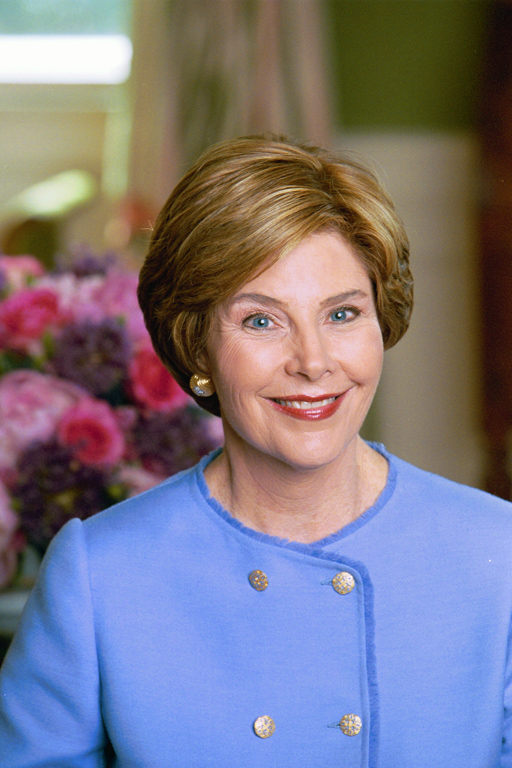
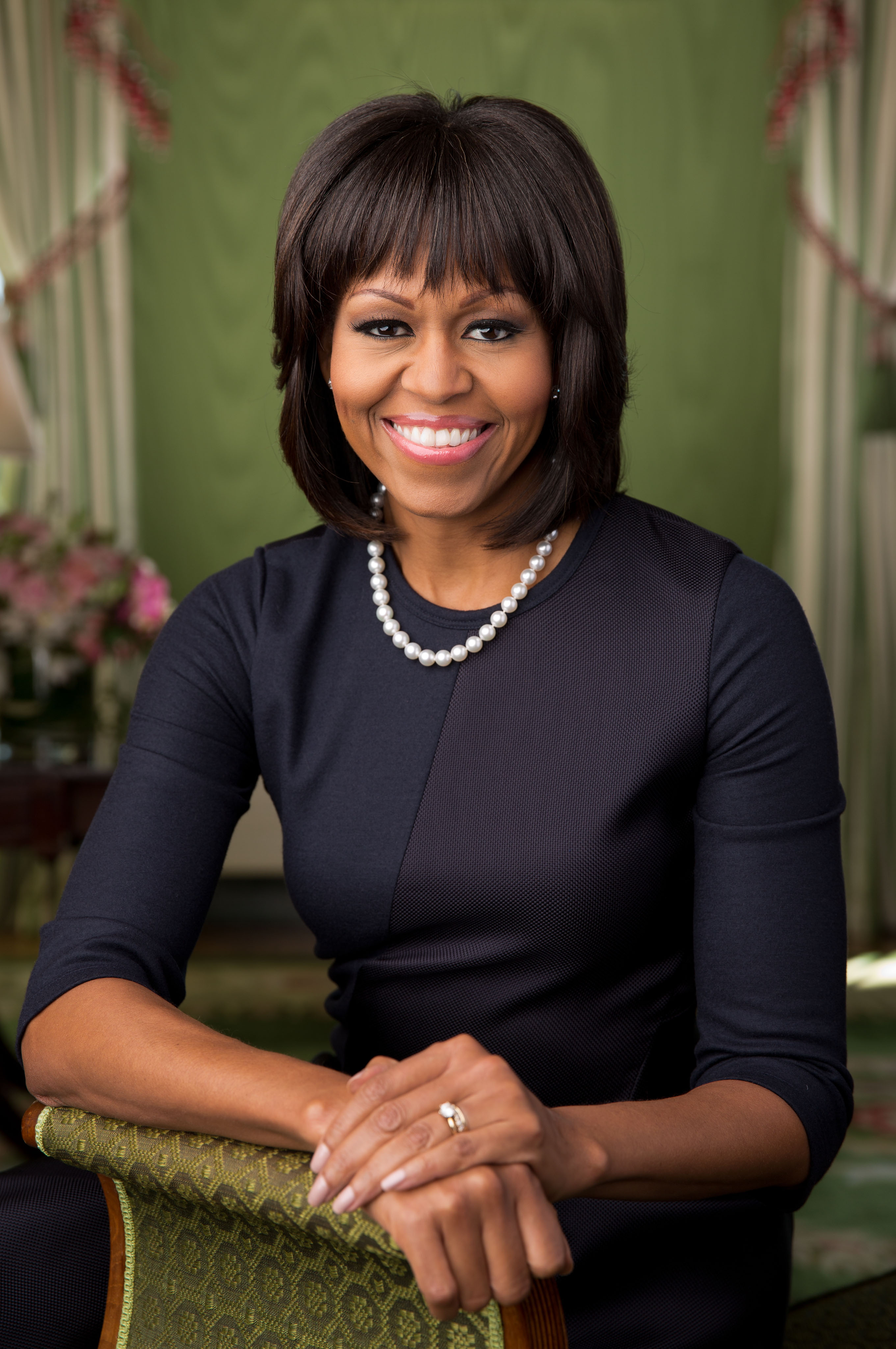
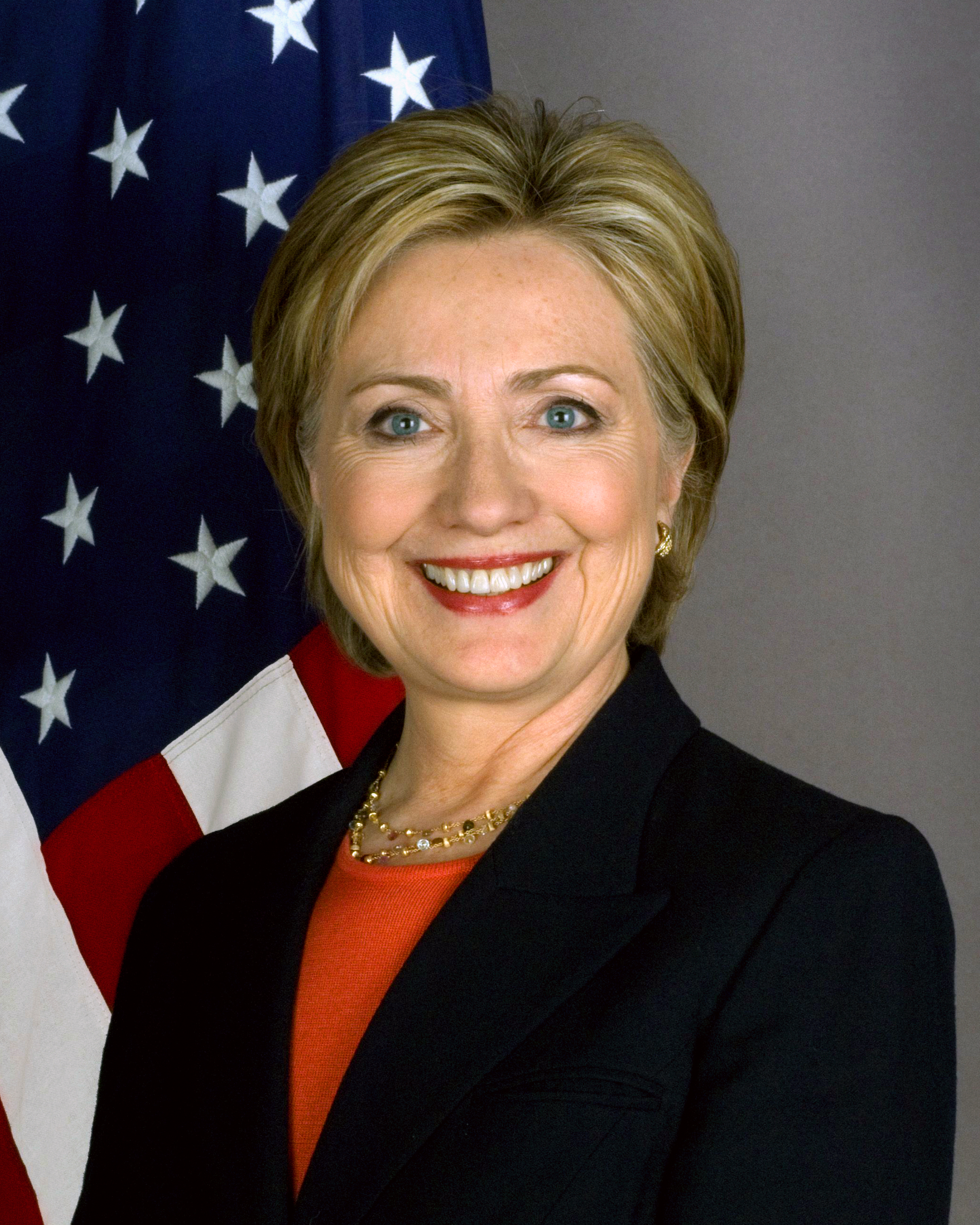